# Uvarovidium
Uvarovidium is een geslacht van rechtvleugeligen uit de familie veldsprinkhanen (Acrididae). De wetenschappelijke naam van dit geslacht is voor het eerst geldig gepubliceerd in 1956 door Dirsh.

## Soorten
Het geslacht Uvarovidium omvat de volgende soorten:
- Uvarovidium peninsulare Dirsh, 1956
- Uvarovidium smiti Dirsh, 1956